# DNV (Unternehmen)
DNV (bis März 2021 DNV GL) mit Sitz in Bærum (Norwegen), ist eine internationale Klassifikationsgesellschaft und Dienstleister in den Bereichen technische Beratung, Ingenieurdienstleistungen, Zertifizierungen und Risikomanagement. DNV entstand im Jahr 2013 durch einen Zusammenschluss der beiden führenden Klassifikationsgesellschaften Det Norske Veritas (Norwegen) und Germanischer Lloyd (Deutschland). Das Unternehmen beschäftigte Stand 2024 weltweit etwa 15.420 Mitarbeiter an etwa 270 Standorten in über 100 Ländern.

## Überblick
DNV ist nach der Gesamttonnage (BRZ) gerechnet derzeit die größte Schiffsklassifikationsgesellschaft der Welt. Das Portfolio umfasst 9.862 Schiffe und MOUs (Mobile Offshore Units) mit einer Tonnage von insgesamt 297,6 Millionen BRZ; das entspricht einem Marktanteil von 18 Prozent. Die Organisation ist zudem ein globaler Ansprechpartner für konventionelle und erneuerbare Energien. DNV ist weltweit die größte Beratungsgesellschaft für Onshore- und Offshore-Windenergieanlagen sowie Gezeiten- und Solarenergie. Die Klassifikationsgesellschaft spielt auch eine wichtige Rolle in der Öl- und Gasindustrie. 65 % der weltweiten Offshore-Pipelines wurden entweder nach DNV-Richtlinien gebaut oder werden von DNV zertifiziert.
Die Serviceangebote konzentrieren sich vor allem auf erneuerbare Energien und Elektrifikation, die maritime Branche sowie Öl und Gas, Managementsystemzertifizierung und -trainings. Auch in den Bereichen Luftfahrt, der Automobilbranche, Finanzen, dem Gesundheitswesen, der Nahrungs- und Genussmittelindustrie sowie Software und IT ist DNV tätig. Das Unternehmen investiert jährlich etwa fünf Prozent des Gesamtumsatzes in Forschung und Entwicklung.

## Geschichte
Die Wurzeln der Klassifikationsgesellschaft reichen bis ins Jahr 1864 zurück. Damals wurde Det Norske Veritas (DNV) in Norwegen gegründet, um technische Inspektionen an norwegischen Handelsschiffen zu übernehmen. Der Germanische Lloyd (GL) wurde im Jahr 1867 von 600 Schiffbauern, Schiffseignern und Versicherern in Hamburg ins Leben gerufen. Die Fusion zwischen DNV und GL wurde am 20. Dezember 2012 bekannt gegeben. Nachdem die Wettbewerbsbehörden aus Südkorea, den USA, der EU und China dem Zusammenschluss zugestimmt hatten, wurde der Fusionsvertrag am 12. September 2013 unterzeichnet.
Sowohl Germanischer Lloyd als auch Det Norske Veritas hatten vor ihrer Fusion einige Unternehmen erworben, die zur heutigen Größe des branchenübergreifenden Portfolios beigetragen haben. Dazu gehörten etwa KEMA (Niederlande), Windtest (Deutschland), Hélimax Energy (Kanada), Garrad Hassan (GB) und Noble Denton (GB).
Nach der Übernahme des 36,5-%-Anteils an DNV GL von der Herz-Holding Mayfair im Dezember 2017 besitzt die unabhängige Det Norske Veritas Foundation nun alle Anteile an der Gesellschaft.

## Organisation von DNV
DNV hat vier Geschäftsbereiche und eine unabhängige Unternehmenseinheit:
- DNV – Maritime: Klassifizierung, Verifizierung, Risikomanagement und technische Beratung in den Bereichen Sicherheit, Performance-Steigerung und Kraftstoffeffizienz in der maritimen Industrie etc. Als Klassifikationsgesellschaft erstellt DNV GL Standards für Schiffe und Offshore-Einheiten, die sogenannten Class-Rules. Diese Regeln enthalten Vorschriften zur Sicherheit, Zuverlässigkeit und Umweltschutzbestimmungen, die Schiffe und mobile Offshore-Einheiten in internationalen Gewässern einhalten müssen. 130 maritime Organisationen haben DNV GL dazu ermächtigt, in ihrem Namen Zertifizierungen und Verifizierungen durchzuführen.
- DNV – Energy Systems: Beratungs-, Überwachungs-, Verifizierungs- und Zertifizierungsdienstleistungen für die gesamte Wertschöpfungskette des weltweiten Energiesektors, von Erzeugung und Produktion, Übertragung und Verteilung bis zum Endverbrauch. DNV unterstützt Kunden weiterhin mit rund 5.000 unabhängigen Energieexperten und technischen Beratern bei der Umstellung auf ein den dekarbonisiertes Energiesystem, z.b.im Betrieb von physischen und digitalen Anlagen und Systemen mit hohem Risiko u. a. in den Bereichen Wind, Solar/Photovoltaik, Energiespeicher, Wasserstoff, Öl, Gas, synthetische Brennstoffe, Stromnetze, Kohlenstoffabscheidung und -speicherung sowie Cybersicherheit.
- DNV – Business Assurance: Zertifizierung, Assessments, Audits sowie Trainings- und Weiterbildungsangebote für die gesamte Wertschöpfungskette in allen Branchen, einschließlich Lebensmittel- und Getränkeindustrie, Automobilindustrie und Luft- und Raumfahrt. Als Zertifizierungsgesellschaft akkreditiert DNV für alle gängigen Managementsystemstandards wie zum Beispiel ISO 9001 (Qualität), ISO 14001 (Umwelt), ISO 45001 (Sicherheit und Gesundheit bei der Arbeit), ISO 50001 (Energie), ISO 27001 (Informationssicherheit) sowie viele branchenspezifische Standards wie zum Beispiel IATF 16949 (Automobil) oder FSSC 22000 und IFS-Standards (Lebensmittel).
- DNV – Supply Chain and Product Assurance: Der Geschäftsbereich Supply Chain & Product Assurance unterstützt Unternehmen in komplexen regulatorischen Umgebungen und bei der Demonstration des Engagements für ethische und nachhaltige Praktiken. Mittels Zertifizierungen werden Betriebsgenehmigung ermöglicht sowie Verpflichtungen in Bezug auf Umwelt, Sicherheit und Produktleistung.
- DNV – Digital Solutions: Entwicklung von Software für maritime Designs, Ingenieurwesen, Festigkeitsbewertung, Risiko- und Betriebssicherheitsbewertung, QHSE und Asset Integrity Management. DNV entwickelt Software für Branchen wie die Energieindustrie (Windpark-Lösungen usw.), den Bereich Schifffahrt und Offshore, die petrochemische Industrie, Raffinerien und das Gesundheitswesen. Im Bereich Risikobewertung entwickelt DNV QRA-Software (Quantitative Risk Analysis). Weiterhin bietet DNV eine Schiffsmanagement-Software namens ShipManager an.[4]
- DNV – Accelerator: Der Accelerator führt Geschäftsbereiche mit signifikantem Wachstum nach Akquisitionen und Partnerschaften zusammen.

Schiffe, die von DNV vermessen sind, tragen die Buchstaben NV an den Ladelinien (Plimsoll-Marke) mittschiffs.